# Afropteryx angulata
Afropteryx angulata är en fjärilsart som beskrevs av M.Gaede 1928. Afropteryx angulata ingår i släktet Afropteryx och familjen tandspinnare. Inga underarter finns listade i Catalogue of Life.